# Max Buchholz (Bildhauer)

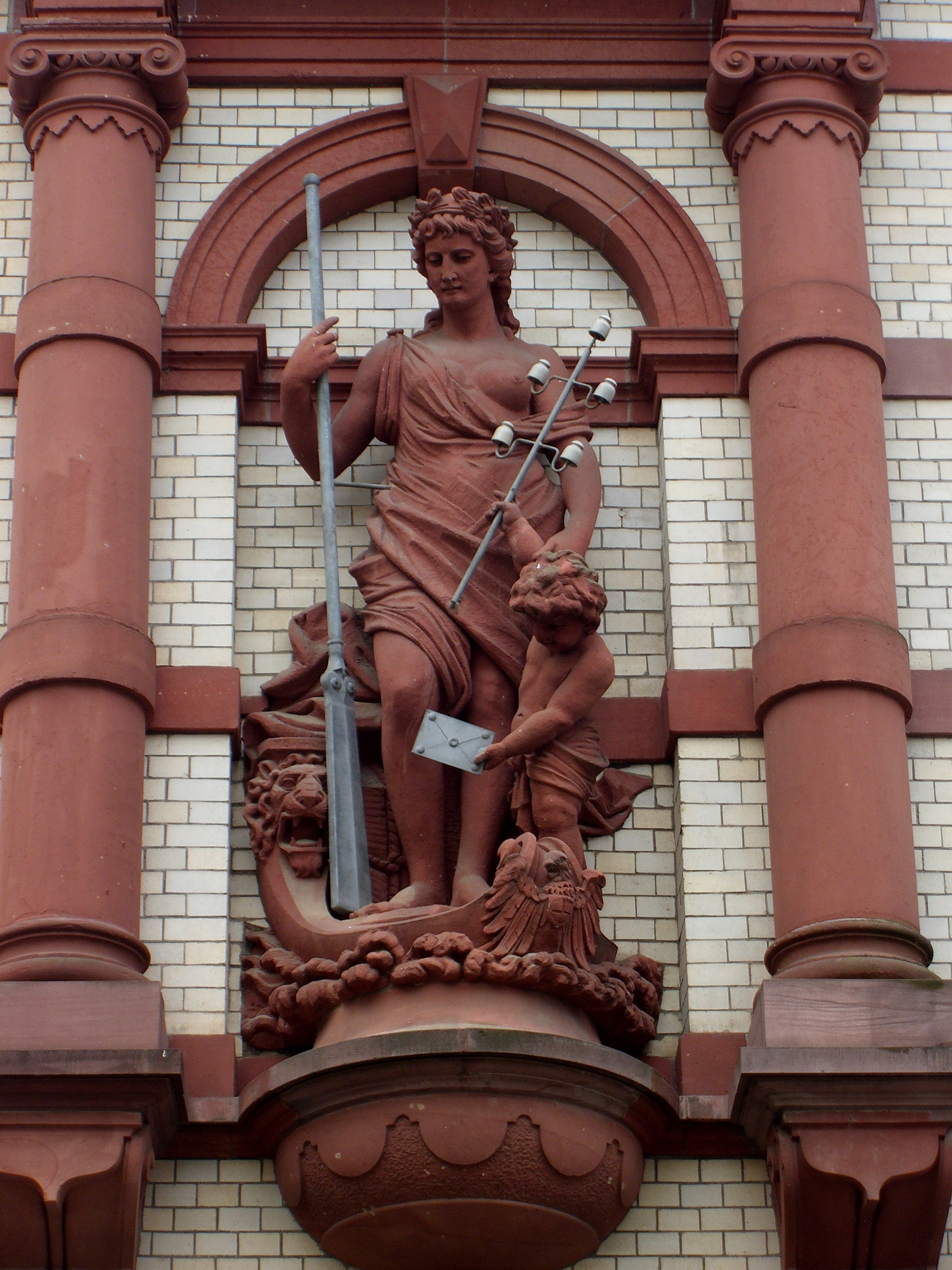
Allegorie der Telegrafie (Hauptpost Schwerin)

Max (Albert Hermann) Buchholz (* 1. Februar 1856 in Berlin; † 27. Juli 1938 in Schwerin) war ein deutscher Gewerbeschullehrer und Bildhauer.

## Leben
Max Buchholz ist Sohn des aus Neubrandenburg stammenden Berliner Bildhauers Albert Buchholz (1825–1878) und dessen Frau Anna, geb. Kapitain. Seine Ausbildung zum Bildhauer erhielt er beim Vater. Über eine akademische Ausbildung ist derzeit (2022) nichts bekannt. Spätestens 1878 war Buchholz in Schwerin ansässig. In diesem Jahr heiratete er die aus Waren/Müritz stammende Friederike Nehls († 1923). Sie hatten mehrere Kinder. Nach dem Tod der Frau heiratete er in zweiter Ehe Emma Schuch. Buchholz arbeitete im Hauptberuf als Lehrer an der gewerblichen Berufsschule Schwerin. Überdies war er erfolgreich als Bildhauer tätig. Seine Arbeiten schuf er überwiegend für Schwerin. Bereits vor 1890 erhielt er den Titel eines Hofbildhauers.

## Werke (Auswahl)
- 1889/90: Fassadenschmuck am Empfangsgebäude des Hauptbahnhofs Schwerin, erhalten
- 1892–97: Skulpturenschmuck am Gebäude der Hauptpost Schwerin, u. a. Allegorie der Telegrafie, Schiffs- und Briefpost, teilweise erhalten
- 1898: Denkmal Großherzog Friedrich Franz III. auf der Marstallhalbinsel Schwerin (die Büste von Bildhauer Hugo Berwald), zerstört